# 濉溪镇 (建宁县)
濉溪镇，是中华人民共和国福建省三明市建宁县下辖的一个乡镇级行政单位。

## 行政区划
濉溪镇下辖以下地区：
河东社区、复兴社区、新生社区、水南社区、水南村、城关村、河东村、长吉村、水西村、圳头村、大源村、高峰村、斗埕村和器村畲族村。